# Sonja Zwazl

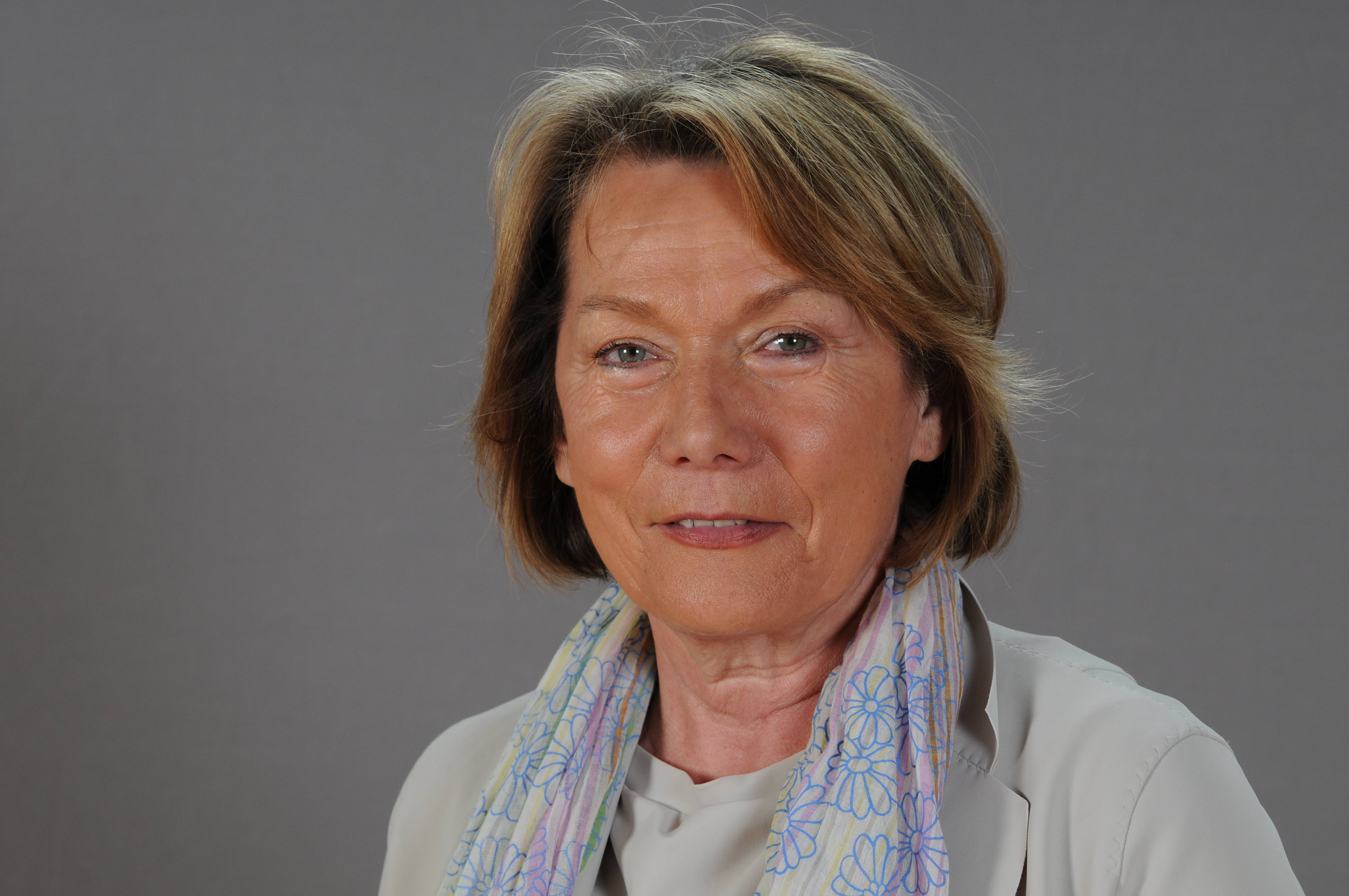
Zwazl em 2013

Sonja Zwazl (nascida a 10 de Julho de 1946 em Weitra ) é uma política austríaca do Volkspartei (ÖVP) . Foi presidente da Câmara Económica da Baixa Áustria de 1999 a 2020 e membro do Bundesrat de 2003 a 2023.

## Vida e carreira
Depois de frequentar uma escola de negócios de 1960 a 1962, estudou no Fototechnikum Agfa em Munique de 1971 a 1973 e fundou uma empresa privada em 1969.
Foi membro do Bundesrat de Abril de 2003 a Março de 2023 e presidente da Câmara Económica da Baixa Áustria de 1999 a 2020, pela qual é mais conhecida. O seu sucessor, Wolfgang Ecker, agradeceu-lhe por "anos de trabalho bem-sucedido e compromisso incomparável". Além disso, por curtos períodos de tempo, foi também presidente (de Janeiro a Junho de 2015) e vice-presidente (Janeiro a Junho de 2022) do Bundesrat.

### Vida privada
Sonja é divorciada e tem filhos.

## Controvérsias
Foi criticada por uma dispendiosa festa de despedida em 2020, que custou cerca de 54.000 euros, especialmente porque ocorreu num momento em que muitas pequenas empresas estavam a sofrer dificuldades devido à COVID-19 .